# Chalcoteuches chlorantha
Chalcoteuches chlorantha är en fjärilsart som beskrevs av Diakonoff 1955. Chalcoteuches chlorantha ingår i släktet Chalcoteuches och familjen bronsmalar. Inga underarter finns listade i Catalogue of Life.